# Daji
Pel llogaret a Comoros vegeu Daji, Comoros

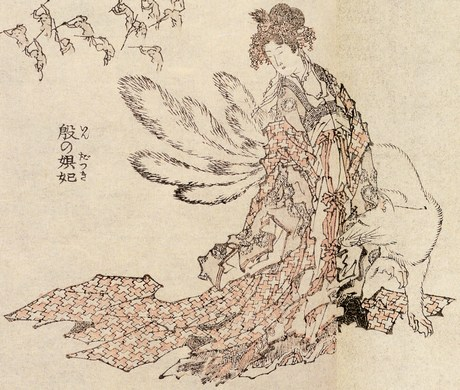
Representació de Daji al Hokusai Manga

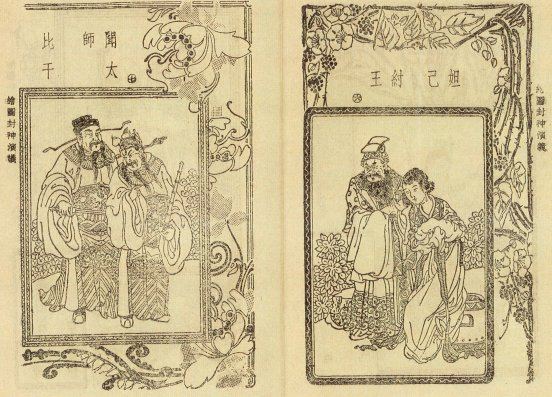
Esquerra: Wen Zhong i Bi Gan; dreta: Rei Zhou i Daji.

Daji (妲己; Pinyin: Dájǐ) era la concubina favorita del Rei Zhou de Shang, l'últim rei de la Dinastia Shang en l'antiga Xina. Ella és un exemple clàssic de com una bellesa causa la caiguda d'un imperi/dinastia en la cultura xinesa. Es presenta com un esperit de rabosa malvada en la novel·la xinesa Fengshen Yanyi.

## Biografia
Daji era d'una família noble anomenada Su (蘇) de l'estat de Yousu (有蘇). Per tant, ella també era coneguda com a "Su Daji", ja que el seu nom familiar era "Su". En el 1047 aEC, el Rei Zhou de Shang va conquerir Yousu i va prendre Daji com el seu premi.
El Rei Zhou es va obsessionar i encaterinar amb Daji ai va començar a descuidar els assumptes d'Estat per tal de fer-li companyia. Ell va utilitzar tots els mitjans necessaris per congraciar-se amb ella i per satisfer-la. Daji li agradaven els animals així que ell li va construir un zoològic a Xanadú amb diverses espècies rares d'aus i animals.